# غي نوفيس
غي نوفيس، من مواليد 5 فبراير 1954 في تولوز، لاعب اتحاد الرجبي وجناح أيسر ومدرب ثم مدير ستاد تولوز، ومدرب فريق اتحاد الرجبي الفرنسي. بعشرة ألقاب .